# Mariene ecoregio Oyashiostroom
De Mariene ecoregio Oyashiostroom (47) (Engels: Oyashio Current marine ecoregion) is een biogeografische regio en ligt in het noordwesten van de Grote Oceaan in de Mariene provincie Koude Gematigde Noordwestelijke Stille Oceaan (8) in het Marien rijk Gematigde Noordelijke Stille Oceaan. De mariene ecoregio is vastgesteld door het World Wide Fund for Nature en The Nature Conservancy en is vernoemd naar de zeestroom Oyashio.
In het noordoosten grenst het gebied aan de mariene ecoregio Kamtsjatkakust en -plat (46), in het noorden aan de mariene ecoregio Zee van Ochotsk (45) en in het zuidwesten aan de mariene ecoregio Noordoostelijk Honshu (48).

## Geografie
De mariene ecoregio ligt in het noordwesten van de Grote Oceaan voor de noordoostkust van Japan tot aan het Russische schiereiland Kamtsjatka rond de eilandengroep van de Koerilen. Het gebied ligt op de rand van de Zee van Ochotsk en strekt zich uit van de zuidpunt van het schiereiland Kamtsjatka tot aan de oostkust van het eiland Hokkaido.
Door het gebied stroomt de Kamtsjatkastroom die zich splitst in de Oyashio, de Noordpacifische stroom en de West-Kamtsjatkastroom.

## Biogeografie
Het gebied kent zeeleven dat houdt van gematigde temperaturen.